# EIF2B3
Yếu tố khởi đầu dịch mã eIF-tiểu đơn vị 2B gamma (tiếng Anh: Translation initiation factor eIF-2B subunit gamma) là protein ở người được mã hóa bởi gen EIF2B3.